# إيوان داف
إيوان داف (بالإنجليزية: Euan Duff)‏ هو مصور وصحفي بريطاني، ولد في 1939.